# Kaikaia gaga
Kaikaia gaga é um gênero e espécie de arborícola descoberto por Brendan Morris, estudante Ph.D. da Universidade de Illinois em Urbana-Champaign. Ficou conhecido na mídia quando foi revelado que o inseto foi nomeado em homenagem à cantora Lady Gaga.

## Descoberta
Um artigo detalhando sua descoberta foi publicado em Zootaxa, escrito por Morris e co-autor do entomologista do Illinois Natural History Survey, Christopher Dietrich. K. gaga foi catalogada no início dos anos 90 e "sentou-se em um museu". Morris começou a estudar a espécie em 2012, quando a recebeu junto com bandejas de vários tipos não identificados de arborícolas da Biblioteca Carnegie de Pittsburgh. Um curador de lá "apenas começou a empurrar caixas de insetos" na Morris para identificar e estudar.

## Taxonomia
Kaikaia é derivado da palavra miskito para "ver". Miskito é uma língua indígena da Nicarágua, onde este inseto foi originalmente descoberto na década de 1990.
Ao nomear o inseto como Gaga, Morris disse: "É um tipo de tema deles, como uma família de insetos, ter essas formas muito diversas e em outras palavras que você não esperaria de um inseto. Gaga geralmente traz o inesperado e o torna popular".

## Aparência
Kaikaia gaga possui uma cor roxa escura e vermelha com dois chifres projetados no topo, que foram comparados com ombreiras.